# Zeven deugden

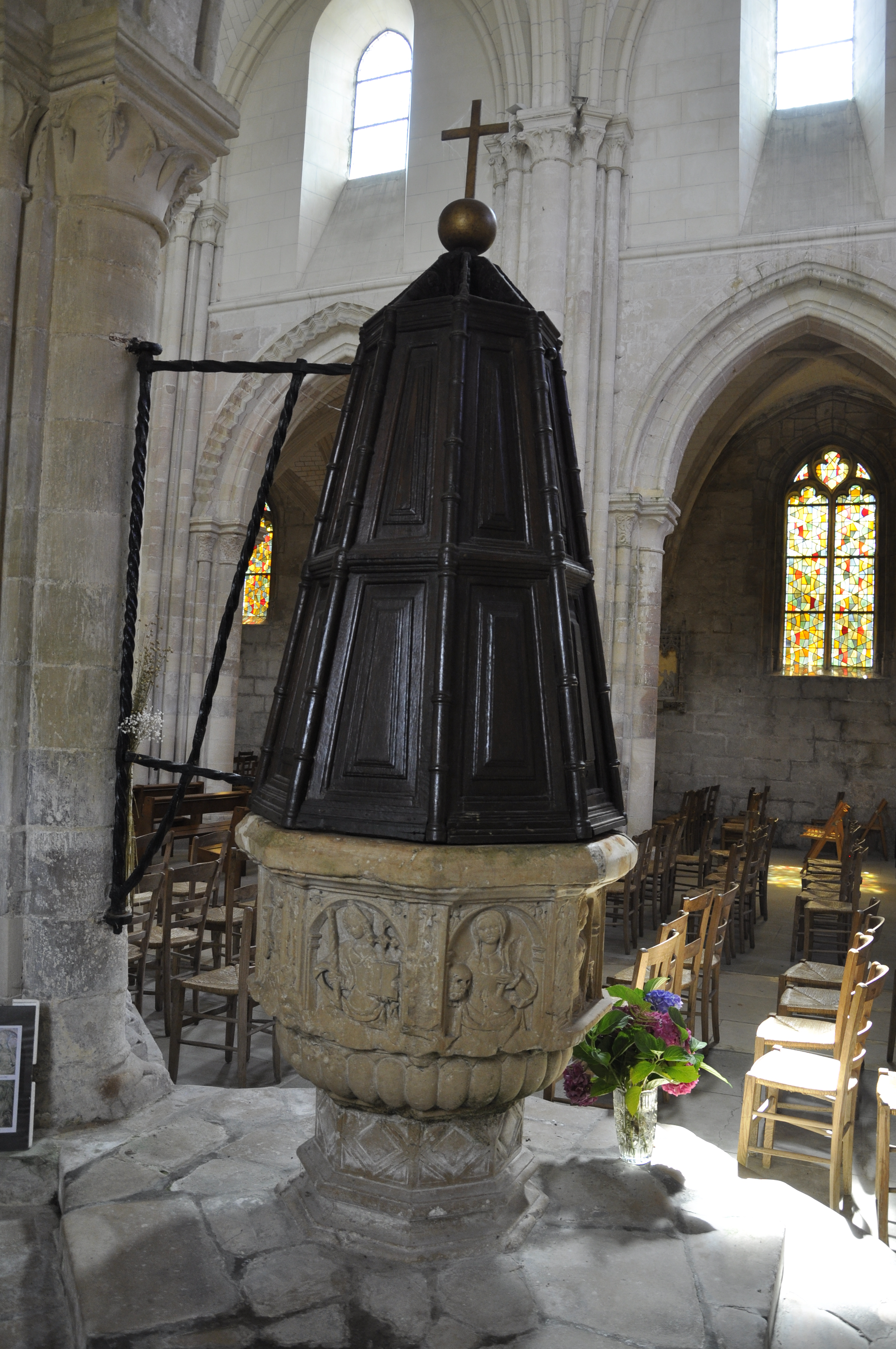
De doopvont van de Onze-Lieve-Vrouwkerk van Le Bourg-Dun met afbeeldingen van de zeven deugden

Naast de zeven hoofdzonden die een rol spelen in de katholieke traditie is er ook een lijst opgesteld van de zeven deugden, bestaande uit de vier kardinale deugden en de later toegevoegde drie goddelijke of theologale deugden. Deze zijn:
1. Prudentia (Voorzichtigheid - verstandigheid - wijsheid)
2. Iustitia (Rechtvaardigheid - rechtschapenheid)
3. Temperantia (Gematigdheid - matigheid - zelfbeheersing)
4. Fortitudo (Moed - sterkte - vasthoudendheid - standvastigheid - focus)
5. Fides (Geloof), in Latijnse teksten vaak omschreven als Pietas
6. Spes (Hoop)
7. Caritas (Naastenliefde/Liefde - liefdadigheid)

De eerste vier deugden gaan terug op de Griekse filosofen. 
De laatste drie komen van het slotvers van 1 Korinthe 13.
Er zijn talrijke afbeeldingen in de schilderkunst van de zeven deugden. Bekend zijn de fresco's van de zeven deugden, samen met fresco's van de zeven hoofdzonden, van Giotto in de Cappella degli Scrovegni in Padua.
De zeven deugden spelen ook een belangrijke rol in de Decamerone van de Italiaanse schrijver Giovanni Boccaccio.
In 1559 maakte Pieter Bruegel de Oude een reeks prenten over de zeven deugden. 

## Afbeeldingen
Fresco's uit 1303-1305 van Giotto di Bondone in de Cappella degli Scrovegni in Padua.

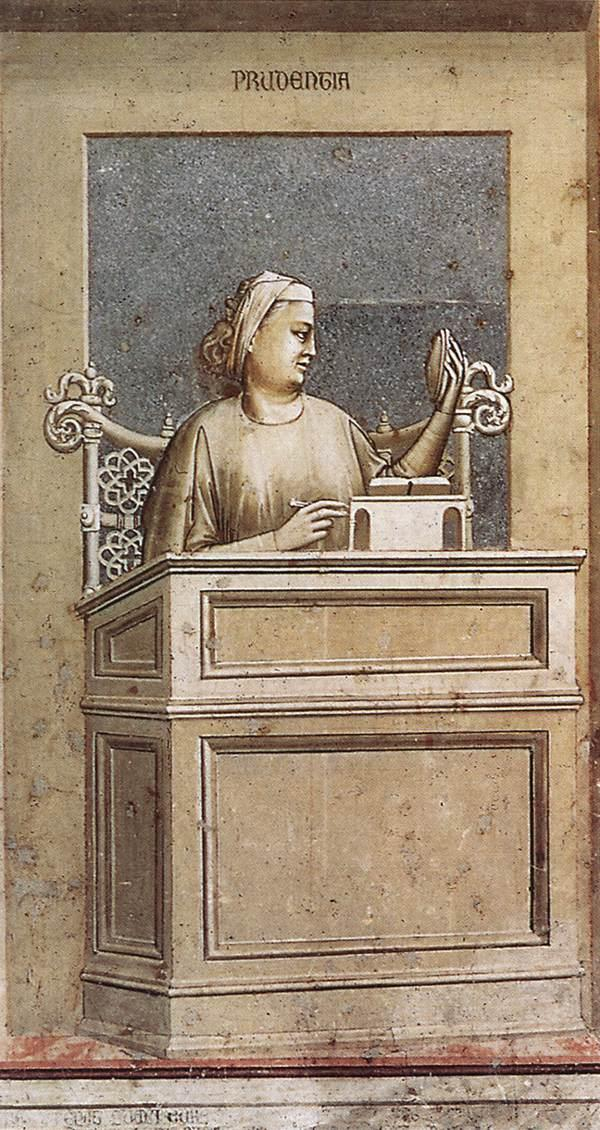
1. Prudentia: Wijsheid
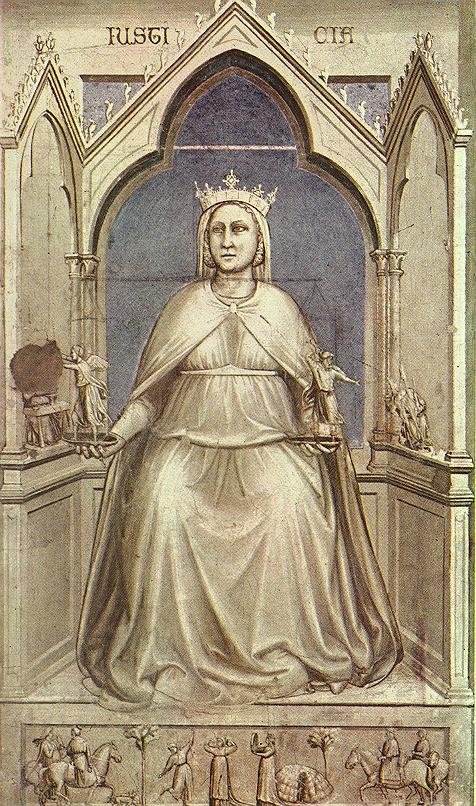
2. Iusticia: Rechtvaardigheid
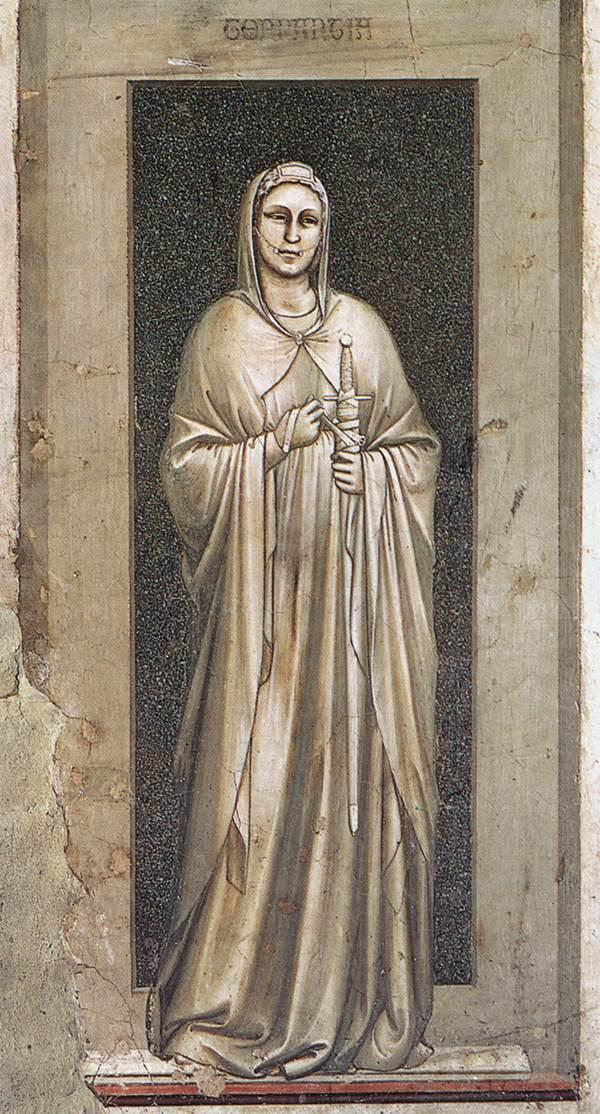
3. Temperantia: Gematigdheid
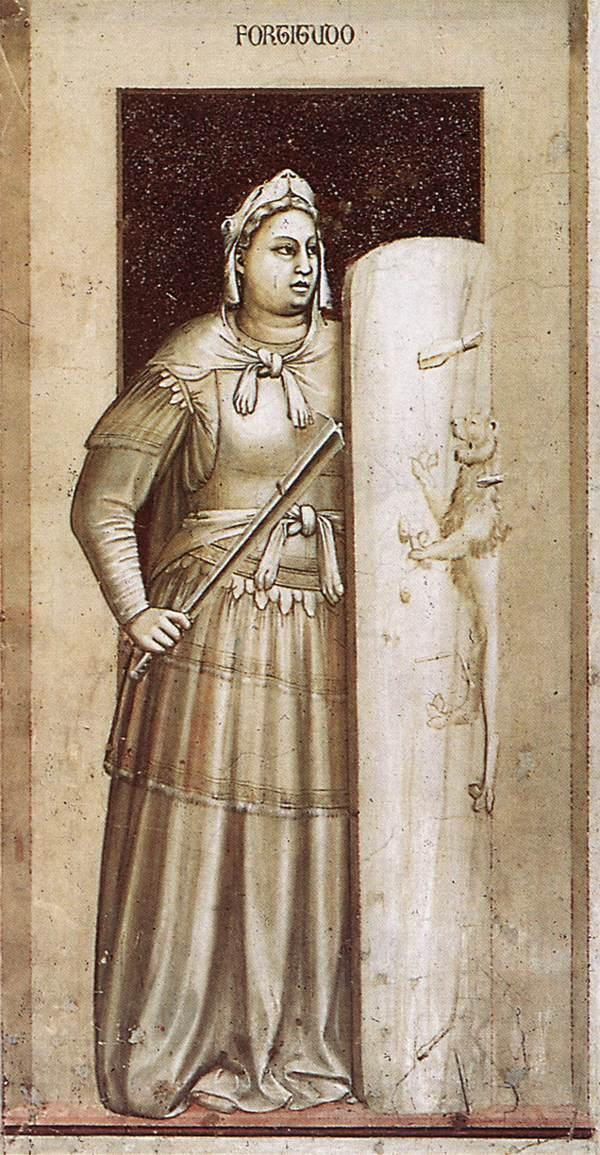
4. Fortitudo: Dapperheid
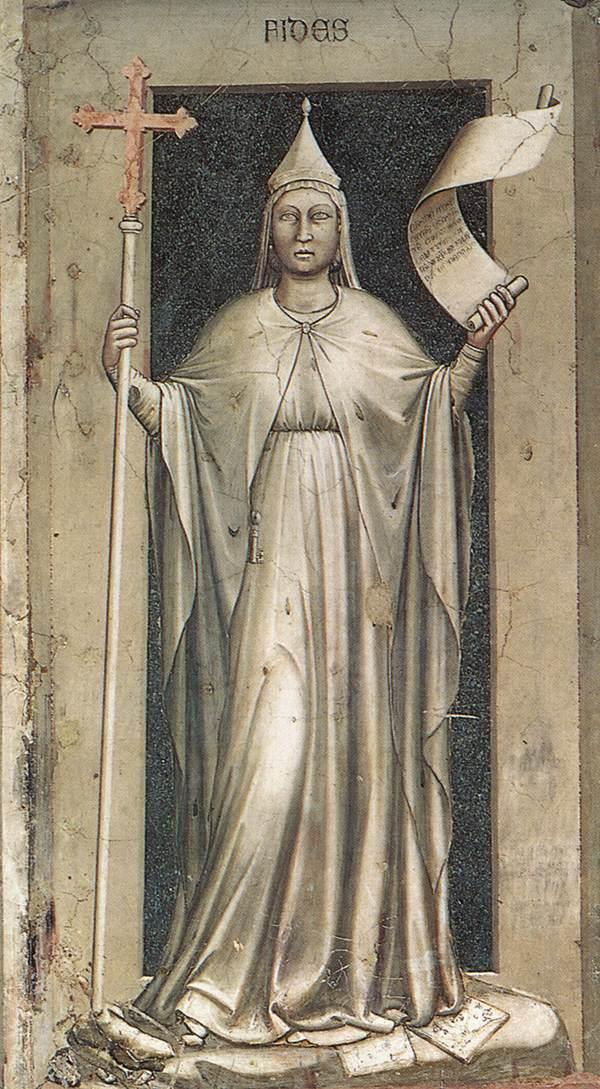
5. Fides: Geloof, Trouw
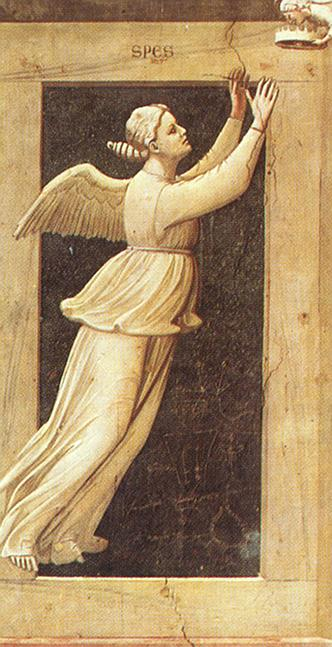
6. Spes: Hoop
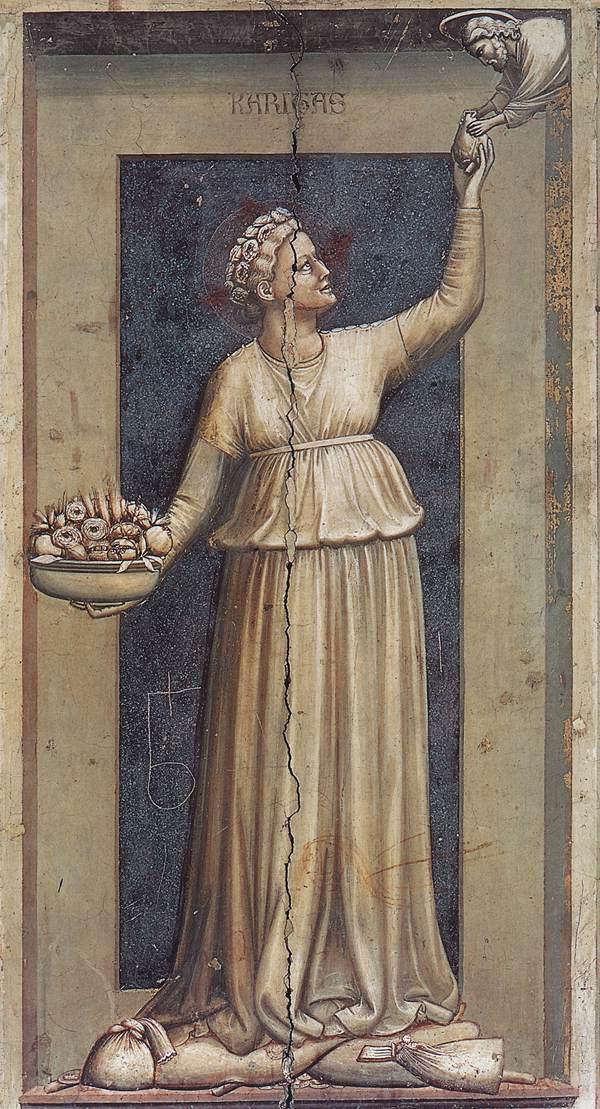
7. Karitas: Naastenliefde